# Joaquín Piquerez
Joaquín Piquerez Moreira (Montevidéu, 24 de agosto de 1998) é um futebolista uruguaio que atua como lateral-esquerdo. Desde 2021, defende o Palmeiras e a Seleção Uruguaia de Futebol.
Piquerez iniciou sua carreira no futebol atuando, como meio-campista, pelas categorias de base do Defensor, onde foi efetivado como jogador profissional em 2017. Permaneceu no clube até 2019, quando foi transferido para o River Plate de Montevidéu. Atuou pelo clube apenas por um ano, sendo contratado pelo Peñarol no início de 2020; no clube carbonero foi utilizado como lateral-esquerdo, posição que assumiu definitivamente. Suas atuações pelo Peñarol chamaram a atenção do Palmeiras, que o contratou no meio de 2021.
Pela Seleção Uruguaia, Piquerez representou as seleções Sub-17, Sub-18 e Sub-23. Sua primeira convocação para a Seleção Uruguaia principal ocorreu em 2021, ao ser chamado pelo então técnico da Celeste, Óscar Tabárez, para as partidas das Eliminatórias da Copa do Mundo FIFA de 2022 contra o Paraguai e a Venezuela.

## Carreira por clubes

### Defensor
Piquerez ingressou nas categorias de base do Defensor após Francisco Torrena, amigo da família e que trabalhava como taxista no aeroporto de Montevidéu, conversar com Germán Sixto, também taxista e técnico das categorias de base do clube. Torrena mencionou sobre o jovem jogador e mostrou uma foto sua. Em uma entrevista para a ESPN Brasil em 2023, Sixto comentou que, ao ver a foto, percebeu que o futebolista exibia potencial e resolveu convidá-lo para a equipe. Piquerez ingressou na base do Defensor aos onze anos e passou por todas as categorias até chegar aos profissionais. Heber Cantera, treinador do atleta nessas épocas, percebeu que o jogador possuía boa chegada ao ataque e qualidade na definição dos jogos, e o botou para jogar como lateral-esquerdo. Durante essa época, chegou a ser convidado para realizar testes no Peñarol, mas recusou ao perceber a longa distância do centro de treinamento e o quanto isso atrapalharia o seu desempenho na escola.
Foi efetivado como jogador profissional em 2017, quando tinha dezoito anos, sob o comando do técnico Eduardo Acevedo. Fez sua estreia em março, ao entrar no segundo tempo de uma vitória por 1–0 do Defensor sobre o River Plate, fora de casa, pelo Torneio Apertura do Campeonato Uruguaio. Em maio, o Defensor conquistou o torneio, com Piquerez fazendo parte do elenco. Em uma entrevista em 2021, Piquerez comentou que por pouco não abandonou o futebol enquanto atuava pelo Defensor, e que o apoio de sua família foi fundamental para a continuação de sua carreira: "Estava com problemas pessoais e futebolísticos, não conseguia ter jogos consistentes, então estava pronto pra abandonar o futebol. Felizmente, com o apoio da minha família, consegui retomar o caminho para buscar novos desafios."

### River Plate
Em 2019, apesar de estar vivendo uma boa fase pelo Defensor, o novo técnico do time, Ignacio Risso, eventualmente informou Piquerez que ele não estava nos planos do treinador para a temporada. Com isso, no início de julho, juntou-se ao River Plate de Montevidéu. O Defensor liberou o jogador sem custos, mas sob uma condição: ficar com cinquenta por cento de uma futura venda, o que foi aceito pelo River Plate. Piquerez assinou um contrato válido por dois anos. Estreou pelo novo clube em 14 de julho, num empate de 0–0 com o Progreso, pelo Torneo Intermedio. Em agosto, pelo mesmo torneio, Piquerez marcou seu primeiro gol pelo River Plate – e como profissional – num empate de 1–1 contra o Nacional. O River Plate conseguiu chegar à final do Torneio Intermedio, em setembro, onde empatou com o Liverpool por 2–2; Piquerez marcou o primeiro gol do River na partida. Entretanto, o Liverpool venceu nos pênaltis por 5–4 e o River Plate ficou com o vice-campeonato.

### Peñarol
Em janeiro de 2020, o Peñarol anunciou oficialmente a contratação de Piquerez. O clube aurinegro pagou trezentos mil euros (pouco menos de 1,5 milhão de reais, na época) ao River Plate pela transferência, e o lateral-esquerdo assinou um contrato válido por três anos. Piquerez juntou-se ao elenco do Peñarol em 12 de fevereiro, após o Torneio Pré-Olímpico Sul-Americano Sub-23, e estreou onze dias depois, em uma derrota por 1–2 frente ao Defensor, seu ex-clube natal, pelo Campeonato Uruguaio.
Foi em sua passagem pelo Peñarol que Piquerez se consolidou como lateral-esquerdo. Antes de se juntar ao clube, o jogador não tinha uma definição clara sobre sua posição ideal em campo — se jogava como meio-campista ou como lateral-esquerdo. Com a suspensão do futebol uruguaio em março por causa da pandemia de COVID-19 e a sua subsequente volta em agosto, Piquerez passou a atuar de forma mais regular como lateral-esquerdo no time titular, especialmente após a saída do então detentor da posição, o argentino Gabriel Rojas, que havia voltado de empréstimo para o San Lorenzo. Piquerez conquistou a titularidade sob o comando de Diego Forlán, e a manteve com as chegadas de Mario Saralegui e posteriormente de Mauricio Larriera.

### Palmeiras

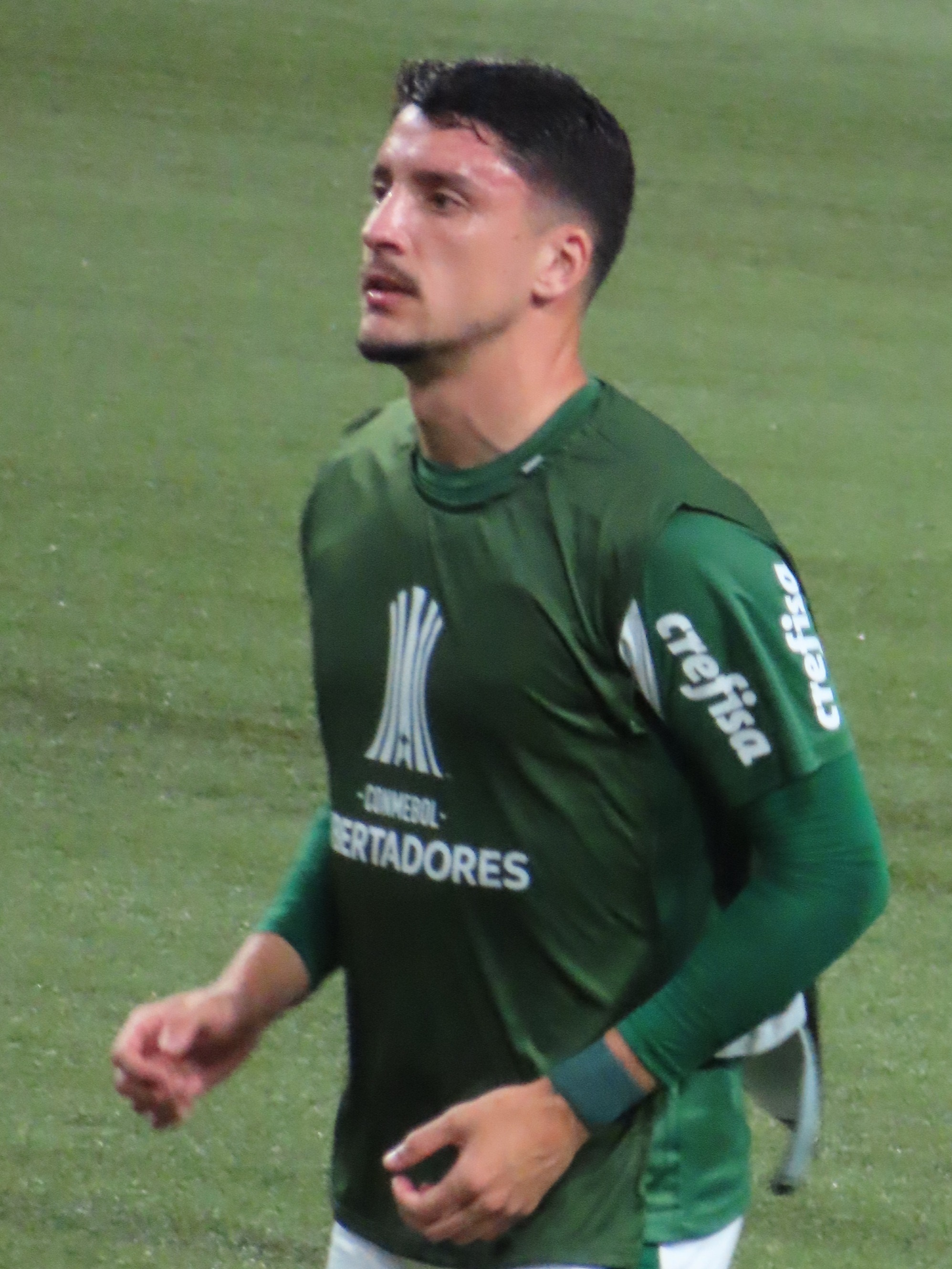
Piquerez, com o Palmeiras, em 2024.

Em julho de 2021, Piquerez foi anunciado como novo reforço do Palmeiras. Embora os valores da transferência não tenham sido oficialmente divulgados, o jornal esportivo brasileiro Lance! informou que o clube alviverde pagou 3,8 milhões de dólares (pouco menos de vinte milhões de reais, na época) ao Peñarol. O lateral-esquerdo foi apresentado em 4 de agosto, recebendo a camisa de número 22. Junto a ele foi apresentado o também lateral-esquerdo Jorge, que viria a ser seu concorrente na posição durante a temporada. Piquerez fez sua estreia dez dias depois de sua apresentação, em uma derrota por 0–2 contra o Atlético Mineiro, fora de casa, válida pelo Campeonato Brasileiro. Em novembro, Piquerez ganhou seu primeiro título pelo Palmeiras. Ele foi titular na final da Libertadores contra o Flamengo, o Palmeiras venceu por 2–1 e sagrou-se tricampeão do torneio.
Pela temporada de 2022, Piquerez firmou-se como titular absoluto da lateral-esquerda do Palmeiras. Em março, foi campeão da Recopa Sul-Americana com o Palmeiras, que venceu o Athletico Paranaense. No mês seguinte, conquistou seu primeiro Campeonato Paulista, após o Palmeiras superar o São Paulo na final. Três meses depois, em julho, marcou seu primeiro gol pela equipe palestrina, ao abrir o placar na partida de volta das oitavas-de-final da Copa do Brasil, novamente contra o rival tricolor. Além disso, nesta mesma partida, o lateral completou cem jogos com a camisa do Palmeiras. Em novembro, Piquerez ganhou o Campeonato Brasileiro com o Palmeiras e venceu os prêmios Bola de Prata, da ESPN Brasil, Troféu Mesa Redonda, da TV Gazeta e foi incluso pela CBF na seleção do Campeonato Brasileiro. Em todos, foi eleito o melhor lateral-esquerdo do torneio.
Em abril de 2023, Piquerez sagrou-se bicampeão paulista, após o Palmeiras vencer o Água Santa na decisão do torneio. Em outubro, renovou seu contrato com o Palmeiras por mais um ano, até o final de 2026. No fim do mesmo mês, o uruguaio foi um dos destaques de uma goleada do Palmeiras sobre o mesmo São Paulo, por 5–0, no Allianz Parque, pela 29ª rodada do Campeonato Brasileiro. Piquerez marcou o terceiro e quinto gols no Choque-Rei; o último foi em um chute de fora da área. Esse último gol foi considerado por portais como ge e UOL como um dos mais bonitos da competição. Ao final do torneio, Piquerez foi eleito pelo segundo ano seguido como melhor lateral-esquerdo do Campeonato Brasileiro nos prêmios Bola de Prata e Troféu Mesa Redonda. No fim do ano, em dezembro, foi incluso na Equipe Ideal da América, do jornal uruguaio El País, e na seleção da Libertadores de 2023, pela CONMEBOL.
Piquerez manteve-se como titular durante a temporada de 2024. Em maio, conquistou o Campeonato Paulista pela terceira vez; o Palmeiras derrotou o Santos na final. Em julho, o uruguaio sofreu uma lesão no joelho esquerdo após a partida de ida contra o Botafogo pelas oitavas-de-final da Copa Libertadores. Devido isso, teve que passar por procedimento cirúrgico e ficou fora do time durante o resto da temporada.
Sua primeira partida após sua lesão foi em janeiro de 2025, ao entrar no segundo tempo de um empate por 0–0 contra o Red Bull Bragantino, pelo Campeonato Paulista. Em julho, Piquerez estendeu seu contrato com o Palmeiras; desta vez, até o final de 2030. Em agosto, completou duzentos jogos pelo Palmeiras. Ainda no mesmo mês, após uma vitória frente o Botafogo pelo Campeonato Brasileiro, Piquerez superou o meia chileno Jorge Valdivia e alcançou o segundo lugar no ranking de jogadores estrangeiros com mais vitórias com a camisa do Palmeiras, com 123.

## Carreira internacional
Piquerez fez parte das seleções nacionais do Uruguai no Campeonato Sul-Americano Sub-17 de 2015 e nos Jogos Pan-Americanos de 2019. Em dezembro de 2019, foi convocado para a seleção sub-23 para o Torneio Pré-Olímpico da CONMEBOL de 2020.
Foi convocado pela primeira vez para a Seleção Uruguaia principal, então comandada por Óscar Tabárez, em maio de 2021, para as partidas das Eliminatórias da Copa do Mundo FIFA de 2022 o Paraguai e a Venezuela. Entretanto, lesionou-se no dia seguinte e acabou sendo substituído por Camilo Cándido. Fez sua estreia pela seleção principal em 2 de setembro de 2021, em um empate de 1–1 contra o Peru, fora de casa. Piquerez entrou aos setenta minutos de jogo, substituindo o também lateral-esquerdo Matías Viña. Três dias depois, foi titular pela primeira vez, ao jogar todos os noventa minutos de uma vitória por 4–2 frente a Bolívia, no Estádio Campeón del Siglo. Em outubro de 2022, Piquerez foi incluso pelo técnico Diego Alonso em uma pré-lista de 55 jogadores convocados para a disputa da Copa do Mundo FIFA de 2022. Entretanto, o jogador acabou sendo cortado da lista final.

## Estilo de jogo

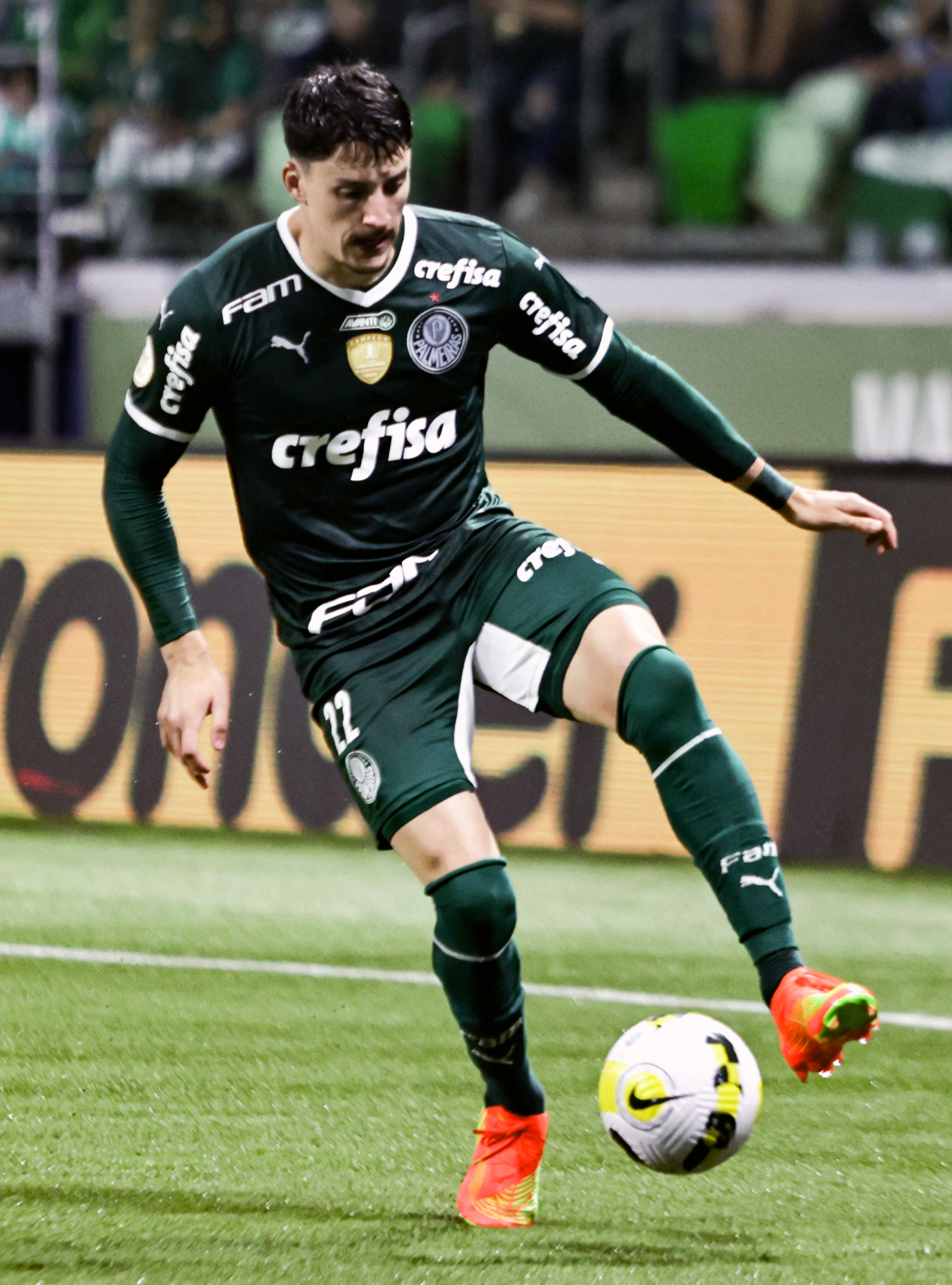
Piquerez, atuando pelo Palmeiras, em 2022.

Um futebolista canhoto, no início de sua carreira Piquerez era utilizado como meio-campista, como lateral-esquerdo e até como ponta, esses últimos quando atuava pelo River Plate e no Torneio Pré-Olímpico de 2020. Após ter se juntado ao Peñarol, em especial pelo segundo semestre, fixou-se como lateral-esquerdo. Em uma entrevista para o programa Derechos Exclusivos, da Rádio Uruguai 1050 AM, em fevereiro de 2021, Piquerez se definiu como lateral, afirmando: "Hoje digo que sou lateral-esquerdo definitivo. Com o passar dos jogos, você ganha experiência na posição." O jogador também comentou que se define como um lateral-esquerdo "ofensivo": "Gosto de ir pra frente, e felizmente o Mauricio [Larriera, técnico do Peñarol na época] usa muito os laterais para ir pra frente e atacar, e isso funciona ao meu favor." Segundo o FotMob, plataforma de estatísticas de futebol profissional, Piquerez é capaz de jogar também como ala-esquerdo e como zagueiro central.
Segundo um relatório feito pelo site Scouting Stats, que analisa desempenho de jogadores de futebol profissionais, Piquerez é sólido defensivamente e têm uma capacidade de recuperar e reter a bola sob pressão; entretanto, o site afirma que sua marcação individual (mano-a-mano) contra o adversário "pode melhorar". No entanto, ainda segundo o relatório, o lateral exibe um "talento ofensivo" que pode ser uma ameaça ao gol adversário. A análise também exaltou os passes de Piquerez, afirmando que eles facilitam as transições da defesa pro ataque com uma "precisão impecável". Segundo uma outra análise, desta vez do site WhoScored, o estilo de jogo de Piquerez consiste em cruzamentos e passes longos; além do mais, assim como o Scouting Stats, a avaliação exaltou a capacidade do lateral de controlar a bola sob pressão.

## Fora dos gramados
Enquanto buscava o sonho de tornar-se jogador profissional Piquerez manteve o foco e a dedicação nos estudos. Estudou praticamente a vida toda no Colégio y Liceo Sagrada Familia, em Montevidéu, e era destaque em disciplinas de exatas. O próprio jogador comentou sobre isso, em entrevista ao portal esportivo ge: "Eu era muito mais dos números que da literatura, de ler". Depois que terminou a escola, chegou a ser aprovado na Faculdade de Ciências de Montevidéu; entretanto, após alguns meses de estudo, Piquerez percebeu que não teria como conciliar os estudos com o futebol, e resolveu abandonar a formação para se dedicar à vida nos gramados.
Sua vida pessoal traz proximidade com a torcida do Palmeiras por meio da presença de seu pai, Daniel Piquerez, que rapidamente se identificou com o clube e utiliza as redes sociais para apoiar o clube e provocar rivais.

## Estatísticas

### Clubes
Atualizado até 17 de agosto de 2025 (última partida)
| Clube             | Temporada         | Campeonato nacional | Campeonato nacional | Campeonato nacional | Copa nacional[a] | Copa nacional[a] | Copa nacional[a] | Competições continentais[b] | Competições continentais[b] | Competições continentais[b] | Outros torneios[c] | Outros torneios[c] | Outros torneios[c] | Total | Total | Total   |
| Clube             | Temporada         | Jogos               | Gols                | Assist.             | Jogos            | Gols             | Assist.          | Jogos                       | Gols                        | Assist.                     | Jogos              | Gols               | Assist.            | Jogos | Gols  | Assist. |
| ----------------- | ----------------- | ------------------- | ------------------- | ------------------- | ---------------- | ---------------- | ---------------- | --------------------------- | --------------------------- | --------------------------- | ------------------ | ------------------ | ------------------ | ----- | ----- | ------- |
| Defensor          | 2016/17           | 8                   | 0                   | 0                   | —                | —                | —                | —                           | —                           | —                           | —                  | —                  | —                  | 8     | 0     | 0       |
| Defensor          | 2017/18           | 14                  | 0                   | 0                   | —                | —                | —                | 1                           | 0                           | 0                           | 2                  | 0                  | 0                  | 17    | 0     | 0       |
| Defensor          | 2018/19           | 2                   | 0                   | 0                   | —                | —                | —                | 6                           | 0                           | 1                           | —                  | —                  | —                  | 8     | 0     | 1       |
| Defensor          | Total             | 24                  | 0                   | 0                   | —                | —                | —                | 7                           | 0                           | 1                           | 2                  | 0                  | 0                  | 33    | 0     | 1       |
| River Plate       | 2018/19           | 15                  | 2                   | 0                   | —                | —                | —                | —                           | —                           | —                           | 6                  | 2                  | 0                  | 21    | 4     | 0       |
| Peñarol           | 2019/20           | 25                  | 0                   | 0                   | —                | —                | —                | 6                           | 0                           | 0                           | 5                  | 0                  | 0                  | 36    | 0     | 0       |
| Peñarol           | 2020/21           | 7                   | 0                   | 0                   | —                | —                | —                | 10                          | 0                           | 3                           | —                  | —                  | —                  | 17    | 0     | 3       |
| Peñarol           | Total             | 32                  | 0                   | 0                   | —                | —                | —                | 16                          | 0                           | 3                           | 5                  | 0                  | 0                  | 53    | 0     | 3       |
| Palmeiras         | 2021/22           | 12                  | 0                   | 1                   | —                | —                | —                | 4                           | 0                           | 0                           | 2                  | 0                  | 0                  | 18    | 0     | 1       |
| Palmeiras         | 2022              | 26                  | 0                   | 2                   | 3                | 1                | 0                | 10                          | 0                           | 1                           | 11                 | 0                  | 0                  | 50    | 1     | 3       |
| Palmeiras         | 2023              | 29                  | 3                   | 5                   | 5                | 1                | 0                | 10                          | 3                           | 1                           | 14                 | 1                  | 1                  | 58    | 8     | 7       |
| Palmeiras         | 2024              | 16                  | 2                   | 0                   | 2                | 0                | 0                | 6                           | 1                           | 0                           | 15                 | 1                  | 2                  | 39    | 4     | 2       |
| Palmeiras         | 2025              | 17                  | 3                   | 1                   | 4                | 0                | 0                | 5                           | 1                           | 2                           | 12                 | 0                  | 2                  | 38    | 4     | 5       |
| Palmeiras         | Total             | 100                 | 8                   | 9                   | 14               | 2                | 0                | 35                          | 5                           | 4                           | 54                 | 2                  | 5                  | 203   | 17    | 18      |
| Total na carreira | Total na carreira | 171                 | 10                  | 9                   | 14               | 2                | 0                | 58                          | 5                           | 8                           | 67                 | 4                  | 5                  | 310   | 21    | 22      |

- a. ^ Jogos da Copa do Brasil
- b. ^ Jogos da Copa Libertadores, Copa Sul-Americana e Recopa Sul-Americana
- c. ^ Jogos do Torneo Intermedio, Campeonato Paulista, Supercopa do Brasil, Mundial de Clubes FIFA e Copa do Mundo de Clubes da FIFA

### Seleção Uruguaia
Atualizado até 6 de junho de 2025
| Seleção           | Ano               | Jogos | Gols |
| ----------------- | ----------------- | ----- | ---- |
| Uruguai Sub-17    |                   |       |      |
| 2015              | 5                 | 0     |      |
| Uruguai Sub-18    |                   |       |      |
| 2014              | 1                 | 0     |      |
| Uruguai Sub-23    |                   |       |      |
| 2019              | 4                 | 0     |      |
| 2020              | 6                 | 0     |      |
| Total             | 10                | 0     |      |
| Uruguai           |                   |       |      |
| 2021              | 7                 | 0     |      |
| 2023              | 6                 | 0     |      |
| 2025              | 2                 | 0     |      |
| Total             | 15                | 0     |      |
| Total na carreira | Total na carreira | 31    | 0    |

## Títulos
Defensor

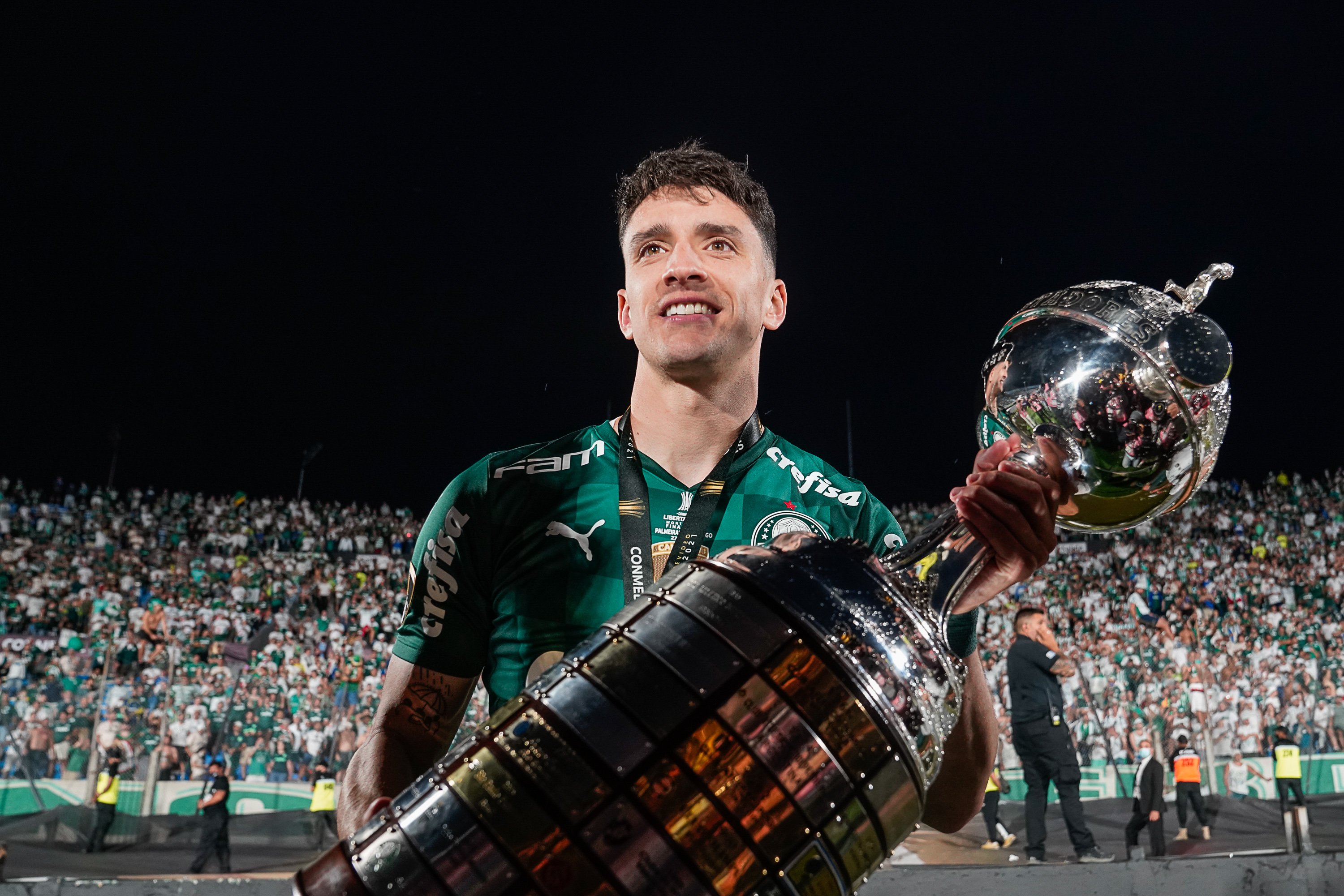
Piquerez com a taça da Libertadores da América de 2021

- Campeonato Uruguaio: 2017 (Apertura)[1]

Palmeiras
- Copa Libertadores da América: 2021[1]
- Recopa Sul-Americana: 2022[1]
- Campeonato Paulista: 2022, 2023 e 2024[1][66]
- Campeonato Brasileiro: 2022 e 2023[1]
- Supercopa do Brasil: 2023[1][67]

### Prêmios individuais
- Seleção do Brasileirão: 2022[37]
- Bola de Prata como melhor lateral-esquerdo: 2022 e 2023[35][42]
- Troféu Mesa Redonda – Seleção da Temporada: 2022[36][43][68]
- Seleção da Copa Libertadores da América: 2023[45]
- Equipe Ideal da América (El País): 2023[44]